# Linie teoretyczne kadłuba statku wodnego

Linie teoretyczne kadłuba statku

Schematycznie przedstawiony rzut boczny kadłuba wraz z wzdłużnicami.

Schematycznie przedstawiona konstrukcyjna linia wodna (u góry) powstająca przez przecięcie kadłuba powierzchnią konstrukcyjnej linii wodnej oraz rzut poziomy kadłuba (u dołu) z zaznaczonymi wodnicami oraz konstrukcyjną linią wodną (czerwony kolor).

Schemat przekroju poprzecznego kadłuba (owrężenia) wraz z zaznaczonymi wrężnicami (u dołu) odpowiadającym dziobowej części (prawa strona) oraz rufowej (lewa strona).

Linie teoretyczne kadłuba statku wodnego – linie teoretyczne naniesione na rysunku technicznym przedstawiające zarys kształtu kadłuba jednostki pływającej. Nanoszone są na rysunkach przedstawiających trzy rzuty kadłuba: rzut boczny, poprzeczny i poziomy. Każda z tych linii wyznacza krawędź przecięcia płaszczyzny, na której leży dana linia, z powierzchnią poszycia kadłuba, a wszystkie z tych linii (oprócz KLW) widoczne są na rysunku jedynie w obrębie kadłuba. Każda teoretyczna linia wykreślana jest na zewnętrznej powierzchni kadłuba.

## Płaszczyzny
W rysunku linii teoretycznych możemy wyróżnić trzy podstawowe płaszczyzny, względem których tworzone są rzuty boczny, poziomy oraz poprzeczny.
- płaszczyzna symetrii - pionowa, prostopadła do płaszczyzny wody, przechodzi wzdłuż osi pokładu. Dzieli kadłub na dwie symetryczne połowy odpowiadające lewej i prawej burcie. Krzywe powstałe przez przecięcie kadłuba płaszczyzną symetrii oraz płaszczyznami do niej równoległymi to wzdłużnice.
- płaszczyzna wodnicy konstrukcyjnej - pozioma, pokrywająca się z płaszczyzną tworzoną przez wodę. Dzieli kadłub na część podwodną oraz nawodną. Krawędzie powstałe poprzez przecięcie kadłuba płaszczyzną wodnicy konstrukcyjnej oraz płaszczyznami do niej równoległymi noszą nazwę wodnic.
- płaszczyzna owręża - pionowa, prostopadła do płaszczyzny symetrii oraz płaszczyzny wodnicy konstrukcyjnej. Przecięcie nią kadłuba w połowie KLW tworzy wrężnice dzielącą kadłub na część dziobową i rufową.

## Rzuty
Podczas tworzenia rysunku teoretycznego kadłuba wykreśla się trzy rzuty na wymienione wyżej płaszczyzny.
- rzut boczny - powstaje poprzez rzutowanie na płaszczyznę symetrii krzywych powstałych przez przecięcie kadłuba płaszczyznami równoległymi do płaszczyzny symetrii. Powstałe krzywe są symetryczne dla lewej i prawej burty, przez co na rysunku przedstawia się je tylko dla jednej połowy.
- rzut poziomy - powstaje przez rzutowanie na płaszczyznę wodnicy konstrukcyjnej krzywych powstałych przez przecięcie kadłuba płaszczyznami równoległymi do płaszczyzny wodnicy konstrukcyjnej. Powstałe krzywe są symetryczne dla lewej i prawej burty, przez co na rysunku przedstawia się je tylko dla jednej połowy. Inaczej rzut poziomy nazywa się półszerzem. Na tym samym rysunku wykreśla się również ukośnice.
- rzut poprzeczny - powstaje przez rzutowanie na płaszczyznę owręża krzywych powstałych przez przecięcie kadłuba płaszczyznami równoległymi do płaszczyzny owręża. Ze względu na symetryczność tych krzywych względem płaszczyzny symetrii przedstawia się je na rysunku w ten sposób, że po prawej stronie znajdują się wrężnice części dziobowej, natomiast po lewej - rufowej. Rzut poprzeczny nazywa się również owrężeniem.

## Rodzaje linii teoretycznych
Wyróżnia się następujące rodzaje linii teoretycznych:
- wzdłużnice
 – wzdłużnice są widoczne na wszystkich trzech rzutach
 – powstały z przecięcia powierzchni poszycia z płaszczyznami równoległymi do rzutu bocznego (w tym do płaszczyzny symetrii jednostki)
 – w rzucie poprzecznym i poziomym są liniami prostymi, w rzucie bocznym są krzywymi
- wrężnice
 – wrężnice są widoczne na wszystkich trzech rzutach
 – powstały z przecięcia powierzchni poszycia z płaszczyznami równoległymi do rzutu poprzecznego (w tym do owręża)
 – w rzucie bocznym i poziomym są liniami prostymi, w rzucie poprzecznym są krzywymi, a ponieważ rzut poprzeczny jest symetryczny, to jedna jego połowa przedstawia wrężnice części dziobowej, a druga rufowej
- wodnice
 – wodnice są widoczne na wszystkich trzech rzutach
 – powstały z przecięcia powierzchni poszycia z płaszczyznami równoległymi do rzutu poziomego (w tym do umownej płaszczyzny spokojnej wody)
 – w rzucie bocznym i poprzecznym są liniami prostymi, w rzucie poziomym są krzywymi
  - konstrukcyjna linia wodna
 – jako szczególny rodzaj wodnicy, czyli linia dzieląca kadłub na część nawodną i podwodną, jest jako jedyna zaznaczana także poza obrysem jednostki
- ukośnica
 – ukośnice są widoczne tylko w rzucie poziomym
 – powstały z przecięcia powierzchni poszycia z płaszczyznami równoległymi do siebie, a będącymi pod wybranym wspólnym kątem ukośnym względem rzutu poziomego
 – na rysunku są liniami krzywymi, ale łagodniejszymi od wodnic

Pierwsze trzy rodzaje linii ukazują w sposób jednoznaczny zarys kształtu kadłuba, czwarty rodzaj - ukośnice dodatkowo pomagają kontrolować poprawność kształtu jednostki pod względem opływowości.
Płaszczyzny przecinające kadłub, na których leżą linie teoretyczne, leżą w równych odległościach od siebie. Szczególnie istotne jest to w przypadku wrężnic, gdyż ich umieszczenie wcale nie musi oznaczać położenia wręgów.